# 騰雲無人機
騰雲無人機是中華民國中山科學研究院研制之無人航空載具，可執行長距離或長滯空時間的任務，並對目標進行偵查或打擊。

## 發展
為滿足中華民國空軍對江西、廣東沿岸目標的偵查需求，中山科學研究院於2009年至2013年間執行代號為「長征計劃」的大型無人機研製計畫，總預算為新台幣28億7千萬元。長征計畫的研發成果即為2015年台北國際航太暨國防工業展首次公開展示的偵搜型騰雲無人機。該型機分別於2017年阿布達比國際防務展與台北國際航太暨國防工業展中展出，主翼下方加掛兩具被稱為「救生莢艙」的設備，可在災難發生時投放求生用品。
由於長征計畫發展而來的騰雲無人機無法滿足空軍的需求，中科院於2018年至2021年執行代號為「騰雲專案」的攻擊型無人機研製計畫，總預算為新台幣34億5266萬元。攻擊型騰雲無人機將採用與美軍MQ-9無人機相同的TPE331型渦輪螺旋槳發動機，推力較偵蒐型騰雲無人機採用的發動機大數倍，使其可掛載更多設備執行任務。中科院也因更換發動機而大幅修改發動機進氣口與機翼，並應空軍需求增加了遠距導航與自動降落等新功能。二代騰雲無人機的地面測試模型於2019年台北航太展中公開展示，機體編號為MU-1811的試驗機也在2020年10月19日於空軍志航基地進行試飛測評。
經過各項評估後，空軍認為二代騰雲無人機一號機（機體編號MU-1811）無法滿足作戰需求，於是以「構型改變」為由向國防部申請延長研發期程，並在MU-1811號機的基礎上發展出機體編號為MU-1812的二代騰雲無人機二號機。與MU-1811號機相比，MU-1812號機的起落架更加粗壯，且機背上的天線數量與構型皆有改變。該機隨後於2022年5月中旬進行海上飛行測試，其飛行時間由3小時逐步增加至5小時與7小時，並在6月25日晚間至隔日清晨完成繞台飛行的測試。
2023年12月，有媒體指出騰雲無人機已通過長達20小時的飛行測試，並可執行中長程監偵任務和全天候作戰能力。
中華民國空軍預計將採購12至20架騰雲無人機，主要用於偵查與訊號情報蒐集。該機將與外購的MQ-9B無人機一同編入空軍第12戰術偵察機中隊，並以空軍花蓮基地為駐紮地。

## 圖集

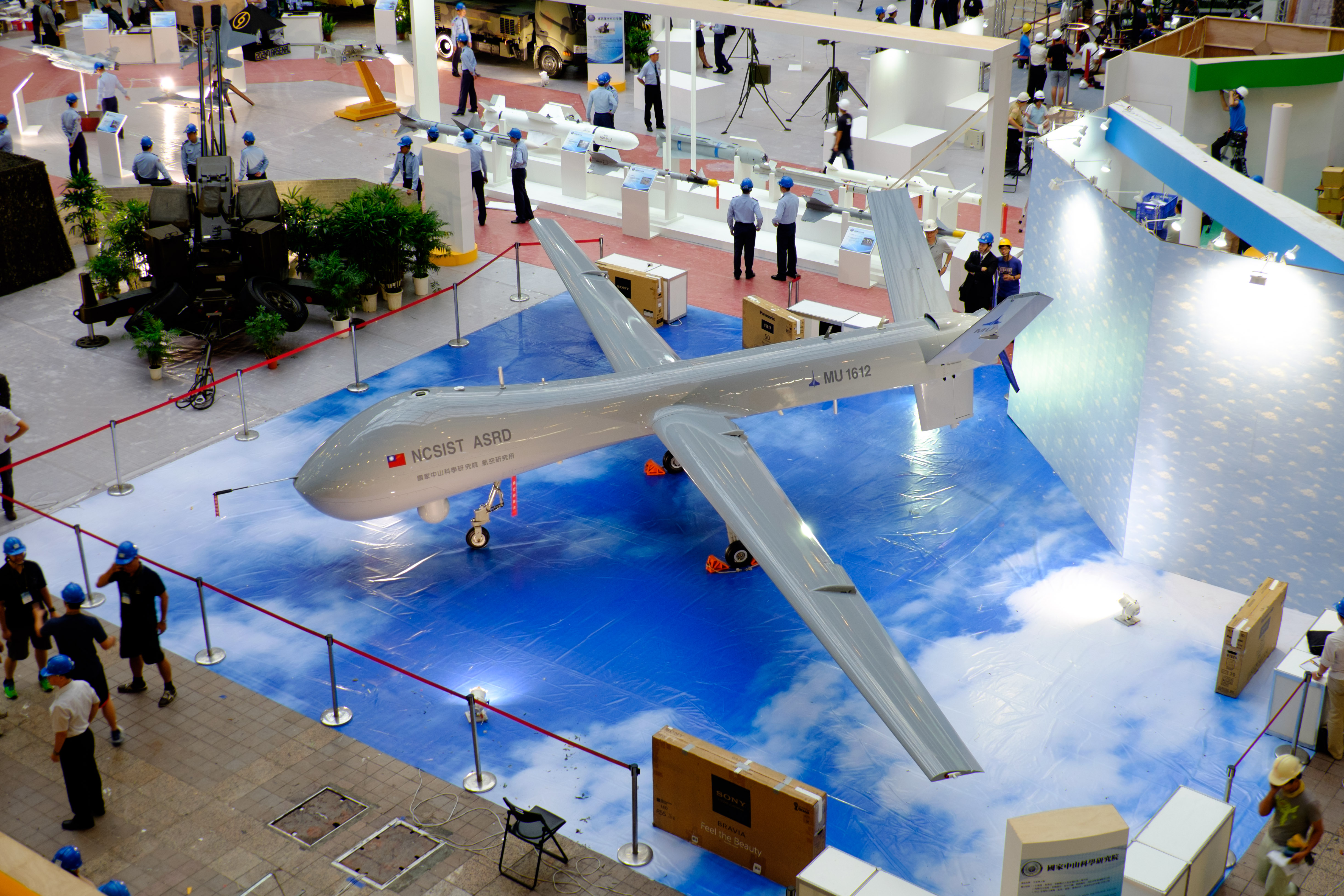
2015台北航太展中的騰雲無人機
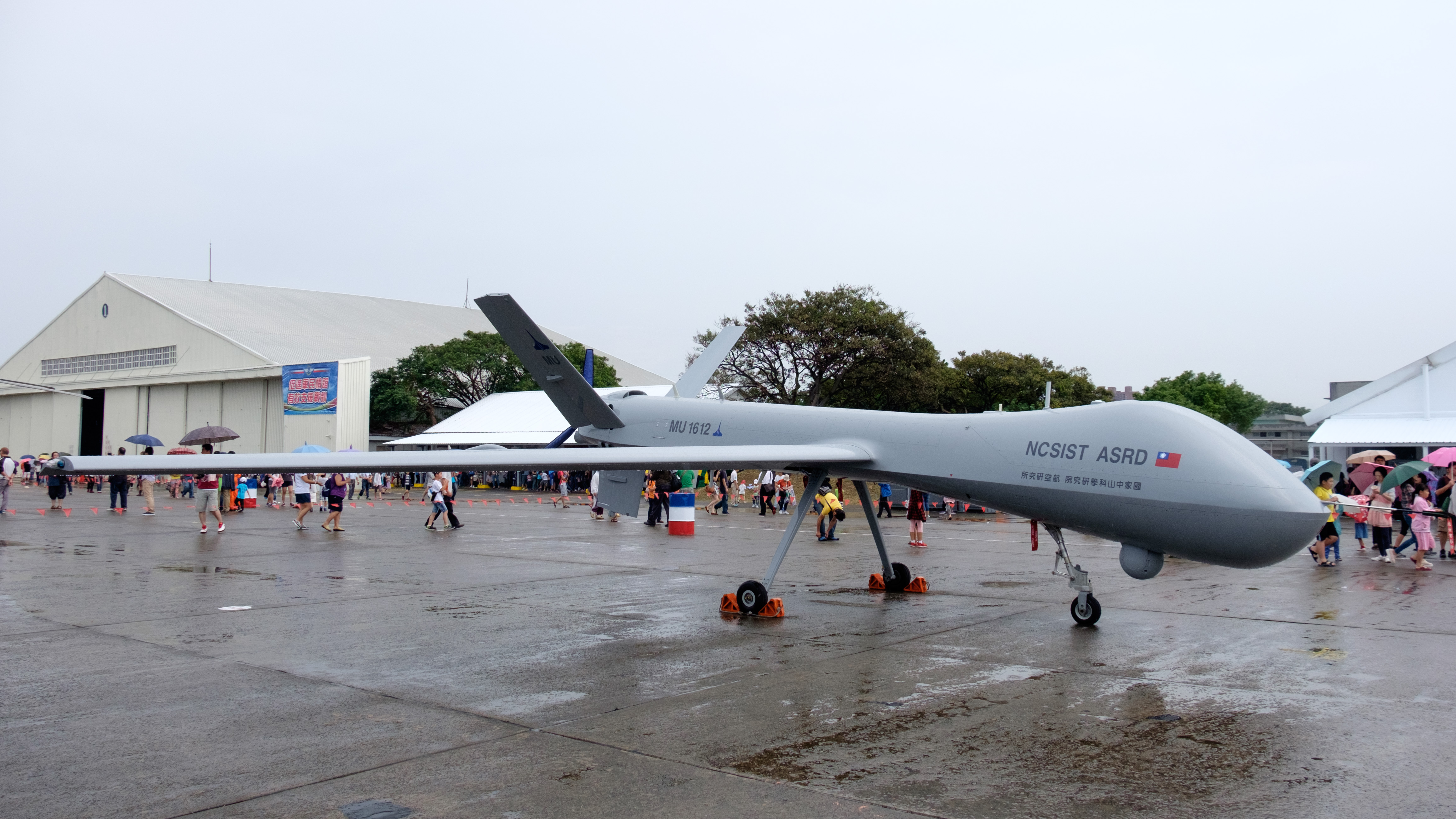
2015年空軍新竹基地展出的騰雲無人機
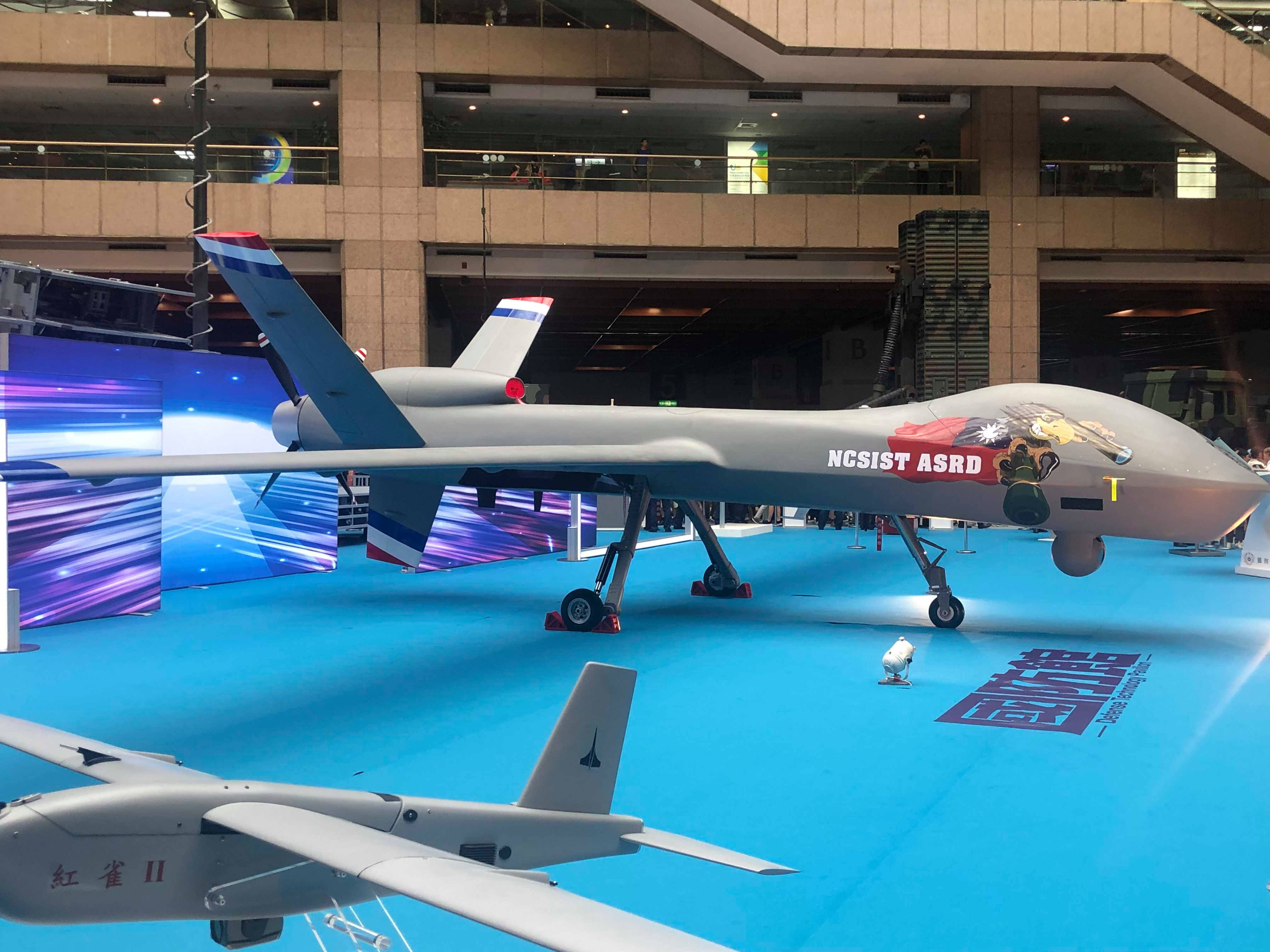
2019台北航太展中的二代騰雲無人機

## 失事紀錄
- 2021年2月18日，MU-1611號原型機在準備返航時墜毀於台東活水湖。[19]
- 2023年2月22日，MU-1812號原型機因機件異常而放棄起飛滑出跑道，主起落架及螺旋槳受損，經修復後於同年4月復飛。[20]

## 外部連結
- 中山科學研究院的介紹頁面